# Římské katakomby

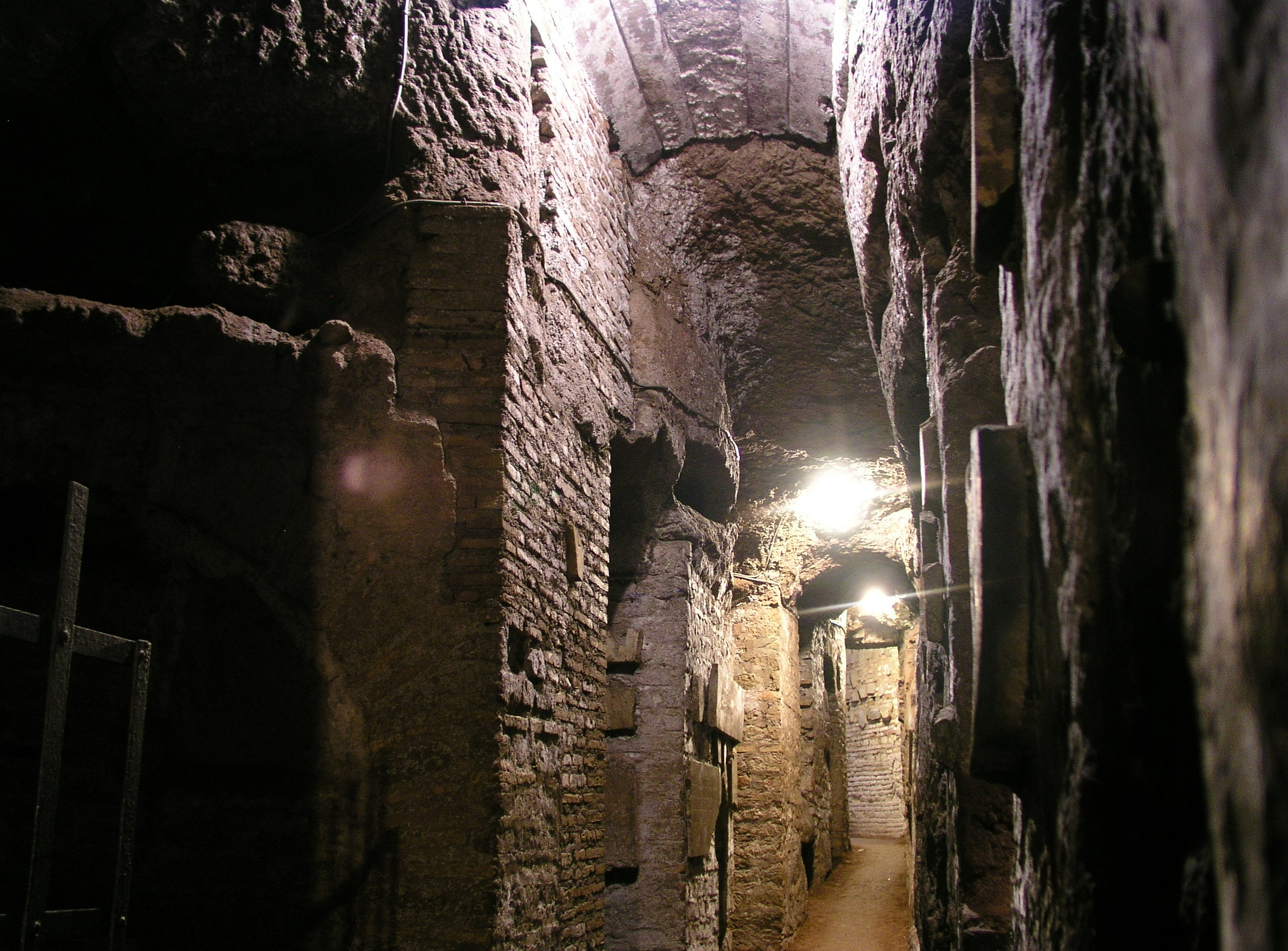
Katakomby Domitilly, chodba

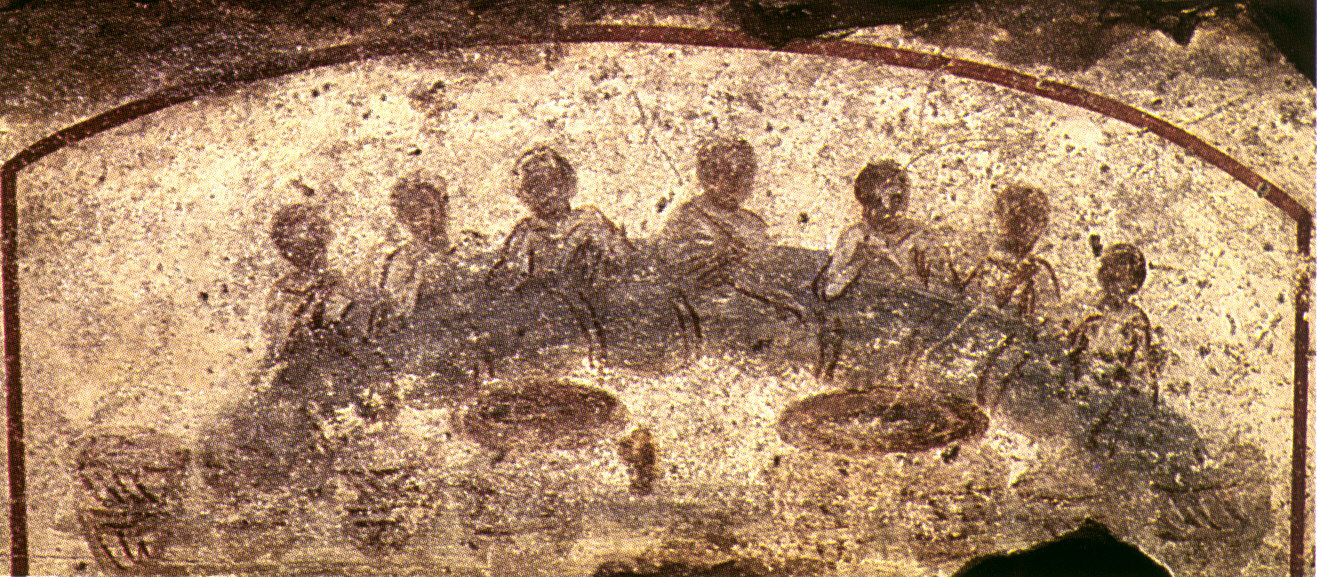
Agapé

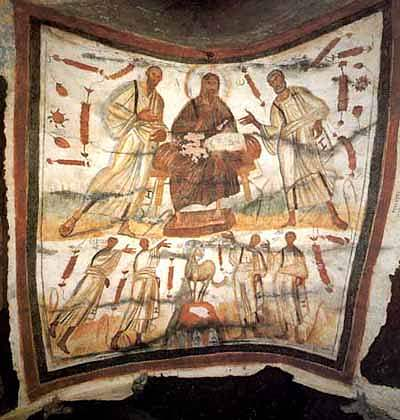
Kristus se sv. Petrem a Pavlem

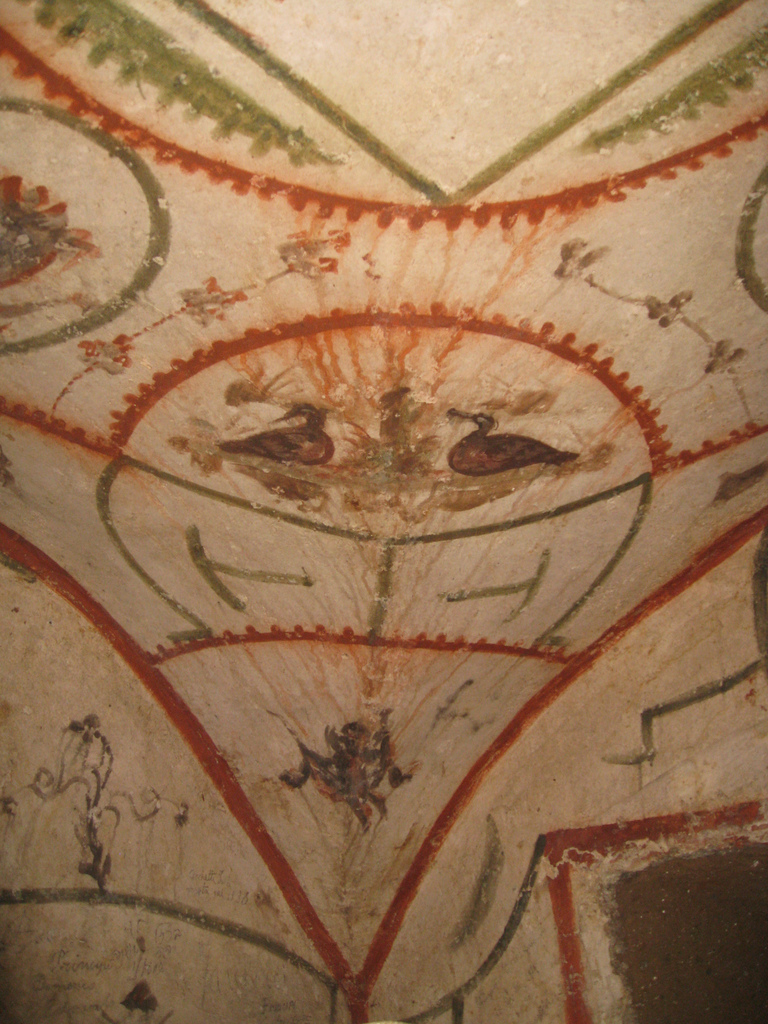
Židovské katakomby na Via Appia

Římské katakomby jsou podzemní chodby a prostory, vyražené v měkké hornině, které ve 2. až 5. století sloužily k pohřbívání a křesťanským bohoslužbám. V Římě je známo přes 60 komplexů katakomb, některé jsou přístupné veřejnosti. Nejznámější katakomby jsou podél Via Appia Antiqua na jihovýchodním okraji města.

## Historie
Římané obvykle pohřbívali žehem, ale Etruskové měli podzemní hroby a hrobky. Od 2. století byly katakomby v Římě pohřebištěm židů a křesťanů, kteří spalování odmítali, v katakombách u baziliky San Sebastiano jsou však i pohanské hroby z 1. století. Za městem vznikaly podzemní chodby, někde až v pěti patrech nad sebou, a ve výklencích ve stěnách byli pohřbíváni zemřelí. V křesťanských katakombách na hrobech mučedníků vznikaly i větší prostory pro bohoslužbu a stěny byly zdobeny malbami i reliéfy. Katakomby však nesloužily jako úkryty před náboženským pronásledováním, protože byly obecně známé a přístupné. 
V 5. století je vyplundrovali Germáni a jako pohřebiště se přestávaly užívat. V 8. a 9. století dali papežové ostatky mučedníků přenést do kostelů, zejména do kostela Santa Prassede, a katakomby upadly v zapomenutí. Byly znovu objeveny až v 16. století a důkladně prozkoumány až v 19. století (Gian Battista de Rossi). 

## Nejznámější katakomby
- Kalixtovy katakomby (Catacombe di San Callisto, Via Appia Antica 110) leží na rozloze asi 15 ha a v chodbách o celkové délce asi 20 km bylo pohřbeno asi 500.000 osob, z toho řada papežů.
- Catacombe di Santa Domitilla nedaleko odtud (Via delle Sette Chiese 280) patří mezi největší. Chodby jsou zde pět metrů vysoké a leží ve čtyřech patrech nad sebou.
- Catacombe di Santa Priscilla na Via Salaria jsou známé kvůli nástěnným malbám, kde je také patrně nejstarší zobrazení Madony s dítětem.